# Intel XMP
La Intel Extreme Memory Profile (XMP) è una tecnologia sviluppata da Intel allo scopo di aumentare le prestazioni delle motherboard nel trasferimento di dati da, e verso, la memoria RAM. È stata implementata per la prima volta nella versione X38 del chipset della famiglia Bearlake, presentato a settembre 2007.

## Principi di funzionamento
Si tratta di una tecnologia molto simile alla SLI Memory sviluppata da NVidia per il chipset NForce4 e consente di sfruttare alcune caratteristiche dei banchi di memoria RAM (nel caso della tecnologia Intel, solo di tipo DDR3 e DDR4) ad alte prestazioni.
Il principio alla base della tecnologia è relativamente semplice: i produttori di memoria programmano le frequenze e i timing a cui i loro moduli opereranno in overclock nell'SPD, un piccolo circuito integrato sul banco di memoria stesso il cui scopo è quello di comunicare alla motherboard quali sono i settaggi per utilizzare al meglio quello specifico modulo di RAM. Mediante questa tecnologia è possibile fare in modo che quando la motherboard identifica un banco di memoria come compatibile con XMP, è in grado di impostare settaggi più spinti di quelli predefiniti offrendo un leggero aumento di prestazioni.
Il relativo svantaggio della tecnologia XMP rispetto allo SLI Memory di NVidia, che veniva abbinato ai sistemi basati su processore AMD Athlon 64, risiede nel supporto al solo standard DDR3, inizialmente molto più costoso dello standard più diffuso all'epoca: le DDR2.